# Abbaye de Vignogoul
L'abbaye de Vignogoul est une ancienne abbaye cistercienne située dans la commune de Pignan dans le département français de l'Hérault en région Occitanie. Elle fut d'abord appelée abbaye Notre-Dame puis abbaye Sainte-Marie-Madeleine de Bon-Lieu de Vignogoul.

## Historique
L'abbaye a probablement été fondée entre 1104 et 1128 sous l'épiscopat de Gautier de Lille (1109-1129), évêque de Maguelone. La première mention de la communauté religieuse de Sainte-Marie-Madeleine de Bonlieu ou de Vignogoul est citée pour la première fois en 1150 quand Guilhem, seigneur de Pignan lui lègue plusieurs carterées de vignes. C'est à l'origine une communauté d'hommes et de femmes, puis un prieuré de religieuses bénédictines dépendant de l'évêque de Maguelone. Des donations assez importantes ont fourni un domaine agricole important au prieuré.
L'origine de la communauté est assez obscure. Le passage de l'ordre bénédictin à l'ordre cistercien n'est pas daté précisément. Jean Segondy propose les années 1162-1165 pour un essai d'adoption de la règle cistercienne. En 1178 une bulle du pape Alexandre III supprime la communauté d'hommes et rattache définitivement la communauté de femmes à l'ordre de Citeaux.
Au début du XIIIe siècle, du fait du trop grand nombre de religieuses, les revenus étaient devenus insuffisants et ne pouvaient couvrir les frais de la reconstruction du monastère qui tombait en ruines. Le 31 août 1211, Raymond III, évêque d'Uzès, légat du Saint-Siège, écrit des lettres encycliques pour inviter les fidèles à faire des aumônes au profit du prieuré. En 1231, Jacques Ier d'Aragon, seigneur de Montpellier prend Le Vignognoul sous sa protection.
En 1243, le pape Innocent IV dans ses lettres apostoliques datées de Lyon limite le nombre de religieuses dans le monastère à 40, et charge l'abbé de Valmagne de se rendre au monastère pour y instruire les religieuses des règles de leur état et leur administrer les sacrements de l'Église. Le prieuré est rattaché en 1245 par une bulle du pape Innocent IV à l'abbaye de Valmagne et le place sous sa protection spéciale. Depuis quelques décennies le prieuré est dédié à Notre Dame. En 1259, le prieuré devient une abbaye et la supérieure prend le titre d'abbesse. La prieure Élisabeth d’Alignan (1243-1256) gère les propriétés du prieuré et fait de grands travaux d'irrigation, construit des digues et des moulins. Par lettres patentes du 25 octobre 1299, le roi Jacques II de Majorque, seigneur de Montpellier, permet à l'abbaye d'établir une pêcherie.
En 1365, les religieuses se plaignent auprès du pape Urbain V des effets des incursions des Compagnies car les tenanciers et les fermiers du monastère ne peuvent plus payer leurs redevances. Au début du XVe siècle, la communauté a diminué sous l'effet des épidémies de peste et de la guerre de Cent Ans. En 1437, la communauté a tellement diminué que le pape Eugène IV a rattaché l'abbaye aux sœurs dominicaines Prouillanes de Montpellier. Un procès est engagé par la communauté pour retrouver son indépendance qui s'est terminé le 30 septembre 1446 par une transaction entre les deux communautés. L'abbaye du Vignogoul retrouve son indépendance mais doit céder des biens aux dominicaines et ces dernières doivent restituer des reliques et des objets liturgiques. La prospérité revient à partir de 1446. Marguerite de Planat puis Marguerite Alamand font rehausser la nef de l'abbatiale et tentent de récupérer leurs terres.
Les guerres de Religion vont causer d'autres troubles dans la région. Vers 1621-1622, l'église paroissiale Saint-Martin est détruite par les protestants. Les messes de la paroisse sont alors faites dans l'absidiole nord de l'abbatiale. Après le siège de Montpellier, les religieuses obtiennent du roi Louis XIII, des consuls et de l'évêque de Montpellier de venir s'établir dans cette ville. Elles s'installent dans une maison qu'elles ont acquise et y ont fait construire une chapelle qui est bénie le 30 juin 1683 par Charles de Pradel, évêque de Montpellier.
L'église a été restaurée en 1912-1913 par l'abbé Prévôt.

## Architecture

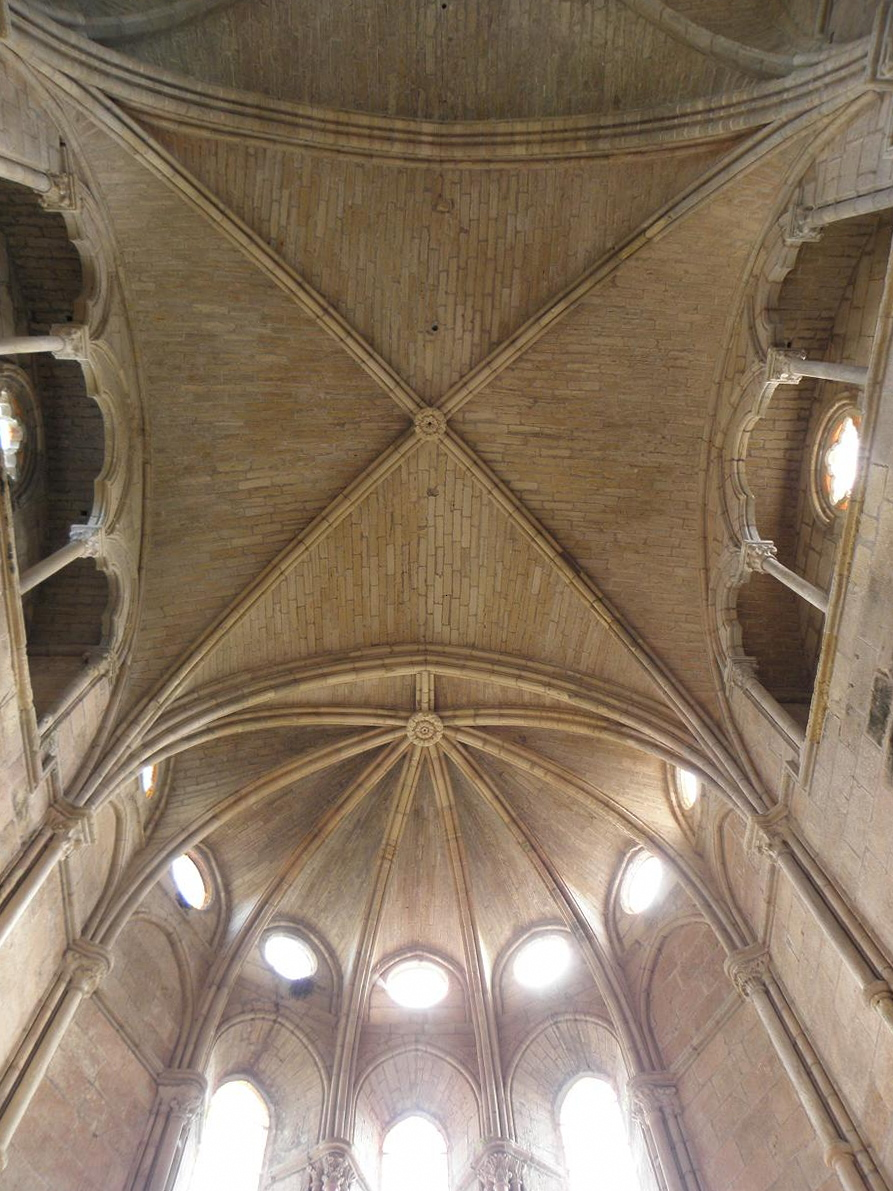
Le triforium et le voûtement de la travée droite et de l'abside du chœur.

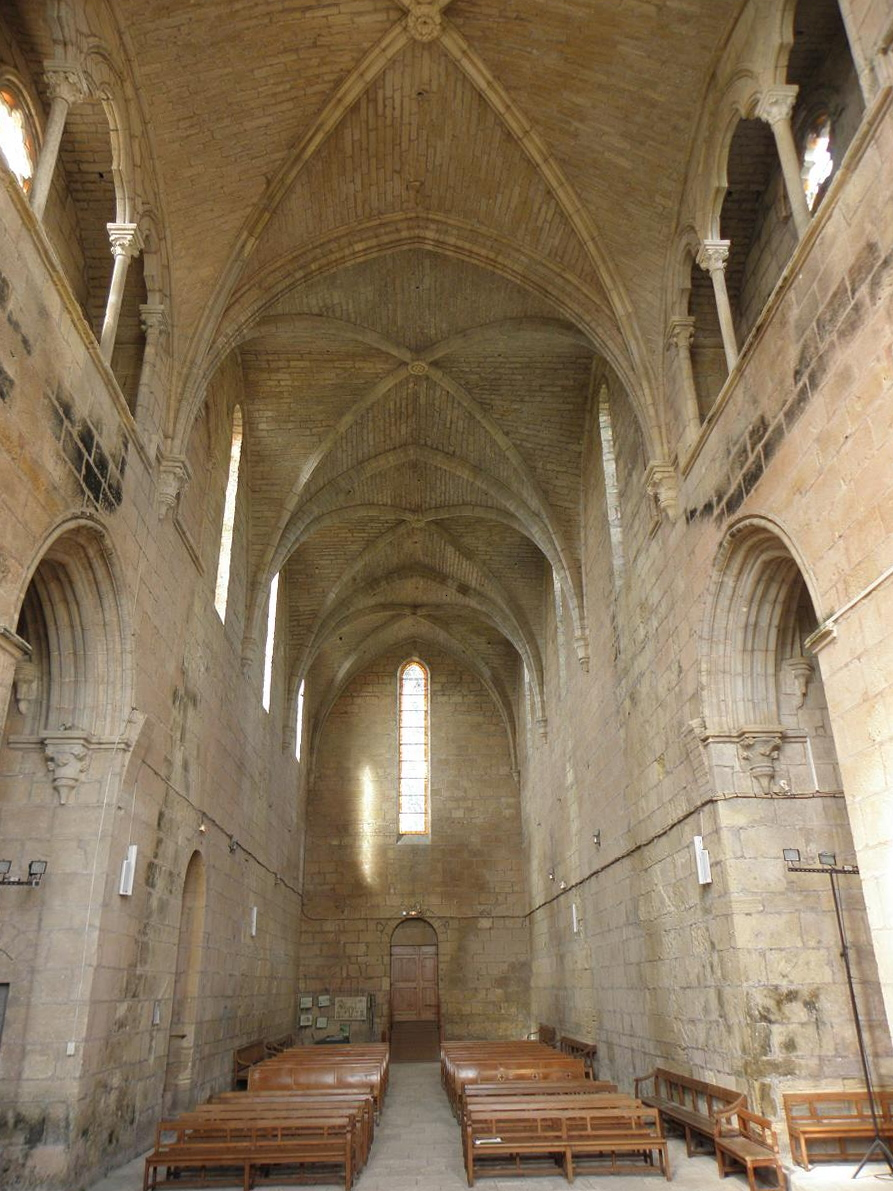
La nef vue depuis le chœur.

L'abbatiale est composée d'une nef unique de trois travées qui devait être couverte initialement de charpente apparente. Elle a été surhaussée et voûtée au XVe siècle avec croisées d'ogives prismatiques retombant sur des culots. Elle se prolonge par le chœur, construit vers 1250, composé d'une travée droite voûtée d'ogives et d'une abside à 7 pans voûtée avec 8 ogives et une lierne rayonnantes à partir d'une clé de voûte ornée de feuillages. L'abside est éclairée par trois fenêtres. Un niveau de triforium a été réalisé dans la travée droite du chœur dont le mur de fond est ajouré d'un oculus polylobé. Certains éléments architecturaux montrent qu'il était prévu de prolonger ce triforium dans la nef. Le chœur est flanqué de deux chapelles latérales formant un faux transept plus récentes, réalisées vers 1290-1300. Deux escaliers à vis permettent d'accéder aux triforiums et aux combles.
La longueur de l'église est de 32 mètres pour une largeur de 8 mètres et la hauteur de la nef unique atteint 15 mètres.

## Filiation et dépendances
L'abbaye dépend de l'abbaye de Valmagne en 1245. Elle est rattachée au monastère des sœurs dominicaines Pouillanes de Montpellier en 1437 mais redevient indépendante en 1446. L'abbaye est abandonnée par les religieuses après 1622, lorsqu'elles se sont retirées à Montpellier. L'abbatiale sert alors d'église paroissiale après la démolition de l'église paroissiale Saint-Martin.

## Liste des prieures et abbesses
Prieures de Vignogoul
1. Ermengarde, 1181-1211 ; la lettre de Raymond, évêque d'Uzès est de cette dernière année
2. Marguerite de Frézol, élue en 1211
3. Béatrix, 1219-1239
4. Égline, 1241
5. Élisabeth d’Alignan, 1243-1256 . En 1245, date des lettres d'Innocent IV rattachant le prieuré à l'abbaye de Valmagne ;

Abbesses de Vignogoul
1. Guillemette Déodate ou Daudeze ou Daudé, 1259-1278, première abbesse de Vignogoul[10].
2. Gausionde d'Avène, 1279-1309.
3. Jausimonde d'Auriac, 1313-1320.
4. Huguette de Montdésir, 1324-1328.
5. Tiburge, 1343-1347.
6. Yolande, 1356-1369.
7. Béatrix de Combret, 1364-1370.
8. Béatrix Bérengère, 1390-1392.
9. Sibille d'Alèse, 1407-1413.
10. Marguerite d'Arammonies, 1429.
11. Marguerite de Panat, 1447.
12. Guisa de Nogaret de Trélans 1460[11]
13. Marguerite d'Auriac, 1465-1473.
14. Marguerite Allemand, 1480-1485.
15. Marguerite Alamande, 1504-1517.
16. Jeanne Allemand, 1527-1548 ; démissionna en faveur de la suivante.
17. Françoise Allemand, 1548.
18. Jeanne Allemand, 1557.
19. Jeanne Azémare, 1575, démissionnaire en 1586 ; vivait encore en 1589.
20. Jeanne Claret de Saint-Félix, pourvue en cour de Rome en 1586 ; vivait encore en 1609.
21. Jeanne de Montenard, coadjutrice de la précédente en 1609 puis abbesse ; meurt en 1622.
22. Claudine de Saint-Bonnet de Thoiras, avait sept ans en 1622 quand elle reçut du roi le brevet d'abbesse ; pourvue du pape en 1643 ; prit une coadjutrice en 1664 ; morte après 1680.
23. Tiphaine Françoise de Saint-Bonnet de Thoiras, sœur de la précédente, sa coadjutrice à partir de 1664 ; morte après 1711.
24. Louise-Angélique de Bérard de Vestric de Bernis de Montalet, coadjutrice de la précédente en 1711, titulaire en 1713. Morte en 1725[12].
25. Françoise de Bérard de Vestric de Montalet, sœur de la précédente, coadjutrice puis abbesse en 1724, morte en 1725[12].
26. Elisabeth-Gabrielle de Bérard de Bernis de Vestric de Montalet, sœur de la précédente, abbesse en 1724, morte en 1737.
27. Marie de Bérard de Montalet, nommée par le roi en 1737[12].
28. Françoise de Foresta de Colongue, 1768[12].

## Héraldique

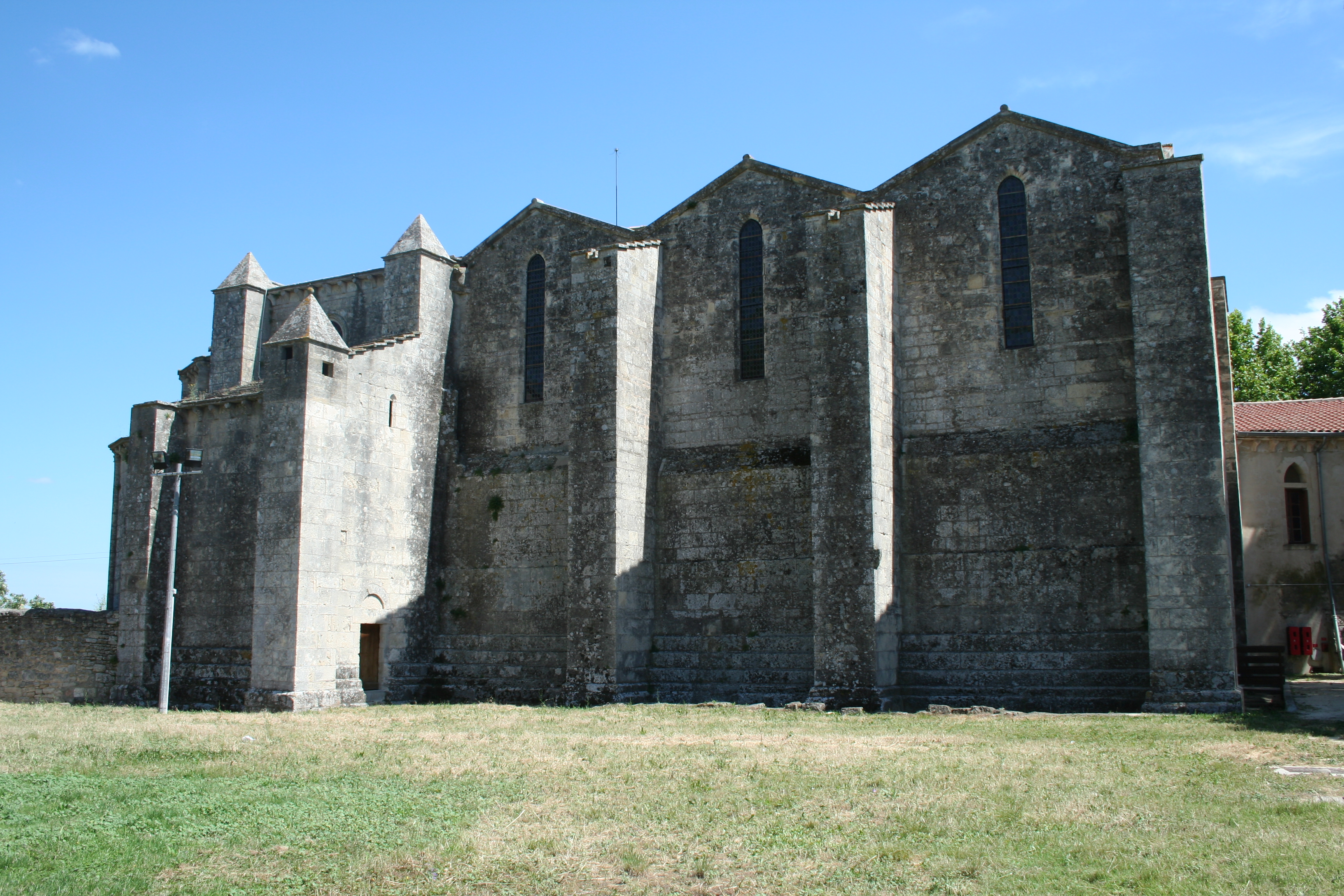
Façade nord.

Armes datant de 1696 : d'azur à une crosse d'argent accolée d'un sarment de vigne de sinople fruité de 2 raisins de sable.

## Protection
L'abbaye fait l’objet d’un classement au titre des monuments historiques par la liste de 1862.